# Wullnhof
Wullnhof ist ein Ortsteil der Gemeinde Schönthal im Landkreis Cham des Regierungsbezirks Oberpfalz im Freistaat Bayern.

## Geografie
Wullnhof liegt an der Verbindungsstraße von Hiltersried nach Biberbach, 1,2 Kilometer nordöstlich der Staatsstraße 2400, 3,6 Kilometer nördlich von Schönthal. Wullnhof liegt 1 Kilometer westlich der Bayerischen Schwarzach. Nördlich von Wullnhof fließt der Kressenbach und südlich der Eschlbach. Beide Bäche fließen in Richtung Osten der Bayerischen Schwarzach zu.

## Geschichte
In einer Urkunde aus dem Jahr 1315 wurde Wullnhof (auch: Wlnriut, Wuln, Wulnhoff, Wullenhoff, Wulnhof) als Ortschaft erwähnt, in der die Warberger Zehntrechte hatten. 1563 wurde Wullnhof mit 1 Mannschaft verzeichnet, 1588 und 1622 mit einem Hof. 1808 gab es in Wullnhof 1 Anwesen.
1808 wurde die Verordnung über das allgemeine Steuerprovisorium erlassen. Mit ihr wurde das Steuerwesen in Bayern neu geordnet und es wurden Steuerdistrikte gebildet. Dabei kam Wullnhof zum Steuerdistrikt Schönthal. Der Steuerdistrikt Schönthal bestand aus den Dörfern Schönthal, Loitendorf, Trosendorf und Thurau und der Einöde Wullnhof.
1820 wurden im Landgericht Waldmünchen Ruralgemeinden gebildet. Dabei kam Wullnhof zur Ruralgemeinde Loitendorf. Die Gemeinde Loitendorf bestand aus den beiden Dörfern Loitendorf mit 20 Familien und Trosendorf mit 12 Familien und der Einöde Wullnhof mit 3 Familien. 1978 ging die Gemeinde Loitendorf in der Gemeinde Schönthal auf.
Wullnhof gehört zur Pfarrei Hiltersried. 1997 hatte Wullnhof 12 Katholiken.

## Einwohnerentwicklung ab 1820
| Jahr | Einwohner  | Gebäude |
| ---- | ---------- | ------- |
| 1820 | 3 Familien | k. A.   |
| 1838 | 12         | 1       |
| 1861 | 13         | 2       |
| 1871 | 7          | 5       |
| 1885 | 10         | 1       |
| 1900 | 7          | 2       |
| 1913 | 11         | 2       |

| Jahr | Einwohner | Gebäude |
| ---- | --------- | ------- |
| 1925 | 11        | 1       |
| 1950 | 15        | 1       |
| 1961 | 12        | 2       |
| 1970 | 12        | k. A.   |
| 1987 | 14        | 3       |
| 2011 | 11        | k. A.   |